# Friday's My Day
Friday's My Day är en låt med Landslaget som skrevs av Lasse Lindbom och finns med på deras album Travellin' In Our Songs från 1974. Låten släpptes som singel och tog sig in på Tio i topp 1973. Låten producerades och arrangerades av Bengt Palmers och spelades in i EMI Studios i Stockholm.
Låten handlar om en man som får ut sin lön på en fredag och bestämmer sig för att leva loppan på olika danshak och leta efter tjejer.

## Medverkande
- Lasse Lindbom - Bas, gitarr och sång
- Ola Brunkert - Trummor
- Bengt Palmers - Bas, gitarr, m.m.
- Janne Schaffer - Sitar, gitarr
- Janne Lindgren - Steel gitarr

### Fotnoter
1. ↑  ”Tio i topp”. Arkiverad från originalet den 30 augusti 2010. https://web.archive.org/web/20100830142155/http://hem.passagen.se/sandgren/d5.htm. Läst 17 juni 2011.